# Scomberesocidae

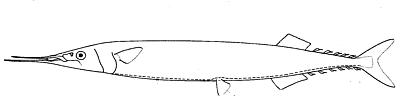
Sauro atlántico (Scomberesox saurus).

Las papardas (familia Scomberesocidae) son una familia de peces marinos epipelágicos, incluida en el orden Beloniformes. Se distribuyen por aguas superficiales templadas y tropicales de todos los océanos. 
Tienen el cuerpo recubierto de escamas pequeñas, dientes pequeños y con una abertura de la boca relativamente pequeña, cuyas mandíbulas se prolongan en picos delgados y cortos, en los que la mandíbula inferior sólo es ligeramente más larga que la superior. Es muy característica la presencia de 5 a 7 pequeñas aletas inmediatamente detrás tanto de la aleta dorsal como de la aleta anal. No tienen vejiga natatoria y la longitud máxima es de unos 46 cm.
Las primeras papardas aparecen en el registro fósil en el Terciario superior (Mioceno).

## Géneros y especies
Existen sólo cuatro especies agrupadas en dos géneros:
- Género Cololabis (Gill, 1896) - Papardas del océano Pacífico
- Género Scomberesox (Lacepède, 1803) - Papardas del Atlántico e Índico